# Helikopter 66
A Helikopter 66 (vagy másképp a 66-os oldalszámú helikopter) az Egyesült Államok Haditengerészetének egyik Sikorsky Sea King típusú helikoptere volt, amely a 60-as évek végén, a 70-es évek elején az Apollo-program űrhajósainak vízről mentésében vett részt és mint ilyen az olyan történelmi repülések űrutazóit vette fedélzetére, mint a Holdat először megkerülő Apollo–8, vagy a Holdon először leszálló Apollo–11 legénysége. Az ebben a szerepkörben teljesített feladatai miatt az amerikai sajtó ráaggatta „az egyik leghíresebb, vagy legalábbis legikonikusabb darab a helikopterek történetében” jelzőt.
Az 1970-es évek űrprogramja után is akadt emlékezetes VIP szállítási feladat, amelyre ezt a helikoptert jelölték ki: 1973-ban ez a példány szállíthatta Reza Pahlavi iráni sahot a USS Kitty Hawk hordozó fedélzetére annak látogatásakor.
A Helikopter 66 1967-ben került a Haditengerészethez, ahol a 4-es számú Helikopteres Tengeralattjáró Elhárító Ezred állományába került. Később átsorszámozták a Haditengerészet helikoptereit, így ez a példány a 740-es oldalszámot kapta új lajstromlejként. 1975-ben a Csendes-óceánon egy kiképző repülés során lezuhant és odaveszett. Balesetéig összesen több mint 3200 órát töltött a levegőben.

## Helikoptertípus
A 66-os oldalszámú helikopter H–3 Sea King típusként (annak is SH–3D altípusaként) gördült le a gyártósorról. Ezt a helikoptertípust tengeralattjáró elleni hadviselésre szánta a haditengerészet és az 1960-as évek végén kezdték vele felszerelni a hajóegységeket. Tervezői két General Electric T58-GE-10 turbólégcsavaros hajtóművel látták el, amelyek egyenként kb. 1000 kW teljesítményt adtak le és amelyek maximum 220 km/h sebességre tették képessé. Üzemeltetéséhez tipikusan négyfős személyzetre volt szükség és három utast szállíthatott. Maximális felszálló tömege meghaladta a 9700 kg-ot, repülni pedig 4,5 óráig volt képes tankolás nélkül.
Eredeti feladatkörében széles körű fegyverzet hordozására volt képes a torpedóktól egészen a nukleáris mélységi bombákig.

## Története

### A kezdetek és az Apollo-programbeli repülések
A 66-os oldalszámú példányt 1967. március 4-én szállították le az US Navy részére, azonban csak 1968-ban került be a Haditengerészet négyes számú tengeralattjáró elhárító ezredébe. Eredeti farokszáma az NT-66/2711 lett.
Eredetileg az ezredet 1952. június 30-án állították hadrendbe Black Knights (fekete Lovagok) néven és a USS Rendova hordozón települtek. A Sea King helikoptereket 1963-tól kezdte üzemeltetni az ezred, előbb annak SH–3A, majd 1968-tól az SH–3D változatát. Ez utóbbi változat egyik példánya volt a később híres életutat befutó 66-os oldalszámú példány. Az 1968-as év fő változása volt az alakulat számára, hogy állomáshelyük átkerült a USS Yorktown hordozóra, amelyet az új helikopterekkel a fedélzetén a Japán-tengerre vezényeltek, hogy ott a USS Pueblo-nak a Koreai NDK erői általi foglyul ejtése miatti konfliktusban működjenek közre. Ezt követően az év második felében a USS Yorktown és a fedélzetén települő repülőezred új feladatot kapott: a NASA támogatására rendelték ki, amelynek az óceánra leszálló űrhajósait és űrhajóit kellett kiemelni.
A feladat során a hajó és legénysége részt vett az Apollo–8, Apollo–10, Apollo–11, Apollo–12 és Apollo–13 mentésében és ezen feladatra elsődleges egységként a Helikopter 66-ot rendelték ki minden alkalommal. Ennek a feladatnak a során előbb könnyűbúvárokat szállított a vízre szállt Apollo űrhajókhoz, majd a fedélzetére emelte a hazatért űrhajósokat, akiket aztán a repülőgép hordozó biztonságába szállított. Ezen feladatai ellátása közben – és mivel annyiszor szerepelt a sajtó híradásaiban – kapta a helikopter Dwayne A. Day űrtörténésztől a később széles körben elterjedt jelzőt: „egyike a leghíresebb, vagy legalábbis legikonikusabb helikoptereknek a történelemben”.
Az Apollo–11 sikeres mentését követően a Haditengerészet változtatott a helikopterei lajstromozásán és a kétjegyű oldalszámokat háromjegyűek váltották fel, amelynek keretében a 66-os oldalszám helyett a 740-est kapta a helikopter. azonban ennél a példánynál a Haditengerészet – felismervén, hogy a médián keresztül milyen ismertségre tett szert a repülőeszköz – egy szokatlan gyakorlatot kezdett alkalmazni: a későbbi vezénylések, azaz az Apollo–12 és –13 esetén a mentés idejére visszaváltoztatta a helikopter festését 66-osra, majd a küldetés lezárultával újra 740-esre. Az űrhajó kiemelések tiszteletére a harci repülőgépek légi győzelmei jelölésének mintájára a Helikopter 66 is minden kiemelés után kapott egy-egy újabb felfestést, amely az Apollo parancsnoki egységek sziluettjét ábrázolta. A történelmi Apollo–11 küldetésre egy ezen kívüli, egyedi festés is emlékezett, a helikopter hasára felfestették a Hail, Columbia! (Üdv Columbia!) feliratot is.

#### A Helikopter 66 Apollo-programbeli kutató-mentő repülései
| Expedíció | Dátum              | Anyahajó              | Pilóta          | Ref         |
| --------- | ------------------ | --------------------- | --------------- | ----------- |
| Apollo–8  | 1968. december 27. | USS Yorktown (CV-10)  | Donald S. Jones | [ 1 ] [ 8 ] |
| Apollo–10 | 1969. május 26.    | USS Princeton (LPH-5) | Chuck B. Smiley | [ 1 ]       |
| Apollo–11 | 1969. július 24.   | USS Hornet (CVS-12)   | Donald S. Jones | [ 1 ]       |
| Apollo–12 | 1969. november 24. | USS Hornet (CVS-12)   | Warren E. Aut   | [ 1 ]       |
| Apollo–13 | 1970. április 17.  | USS Iwo Jima (LPH-2)  | Chuck B. Smiley | [ 1 ]       |

### Későbbi története és lezuhanása
1970-ben a Helikopter 66-t és alakulatát átvezényelték az USS Ticonderoga anyahajóra, majd 1973-ban tovább egy másik hajóra, a USS Kitty Hawkra. Ugyancsak 1973-ban történt, hogy a magát a történelembe beírt helikopter szállította Reza Pahlavi iráni sahot a Kitty Hawk fedélzetére, amikor az uralkodó meglátogatta a hajót annak indiai-óceáni útja során.
1975. június 4-én este 19:00-kor a Helikopter 66 elhagyta San Diego-ban a partot, hogy részt vegyen egy előre, három órásra tervezett tengeralattjáró elhárító gyakorlaton a tenger felett. A gyakorlat során a helikopter lezuhant és bár a legénységet a Parti Őrség közelben tartózkodó egységei kimentették, a pilóta, Leo Rolek később belehalt sérüléseibe. A helikopter lezuhanásának okai máig ismeretlenek, a Haditengerészetnek a baleset körülményeinek kivizsgálását tartalmazó jelentését pedig titkosították. Mindenesetre a helikopter roncsai kb. 1500 méter mélyre süllyedtek a tengerben. A baleset bekövetkeztéig a Helikopter 66/740 összesen 3245 órát töltött a levegőben és mindössze 184 óra telt el annak előző nagyjavítása óta.
A Haditengerészet tulajdonát képező repülőeszköz felszínre hozatalára 2004-ben történt próbálkozás egy privát roncsmentő vállalkozás részéről, ám végül elálltak a kísérlettől.

## Kulturális öröksége
A NASA kiírta művészeti pályázatra született meg Tom O'Hara festménye, amely a Helikopter 66-ot ábrázolja fő motívumként, ahogy az egy repülőgép hordozó fedélzetén felszállásra vár. A festményt később a Nemzeti Repülési és Űrhajózási Múzeum kiállításán helyezték el.
1969 szeptemberében a német énekes, Manuela adott ki egy dalt „Helicopter U.S. Navy 66” címmel, amely főként helikopter rotor hangokból áll. A dalt később feldolgozta a belga előadóművész, Samantha, aki ezt a dalt jelölte meg karrierje beindítójaként. Egy 2007-es interjúban Laura Lynn, szintén belga előadó beszélt arról, hogy a belga klubokban milyen népszerű nóta volt az 1970-es években a Helicopter U.S. Navy 66.
Az 1970-es években a Dinky Toys cég adta ki fémmodell játékát a 66-os oldalszámú Sea king helikopterről. A modell tartalmazott egy működő csörlőt, amellyel egy műanyag játék űrkabint lehetett felemelni.
A 66-osnak úgy is emléket állítottak, hogy két múzeumban is kiállítottak egy-egy Sikorsky Sea Kinget a 66-os mintájára átfestve. Ezek egyike San Diegoban, az Evergreen Repülési és Űr Múzeum USS Midway Múzeum speciális kiállításán látható, a másik pedig a kaliforniai Alamedaban a USS Hornet Múzeum kiállítás része. Utóbbi példány az a kiselejtezett haditengerészeti helikopter, amely 1995-ben vett részt az Apolló 13 c. film felvételein.

## Galéria

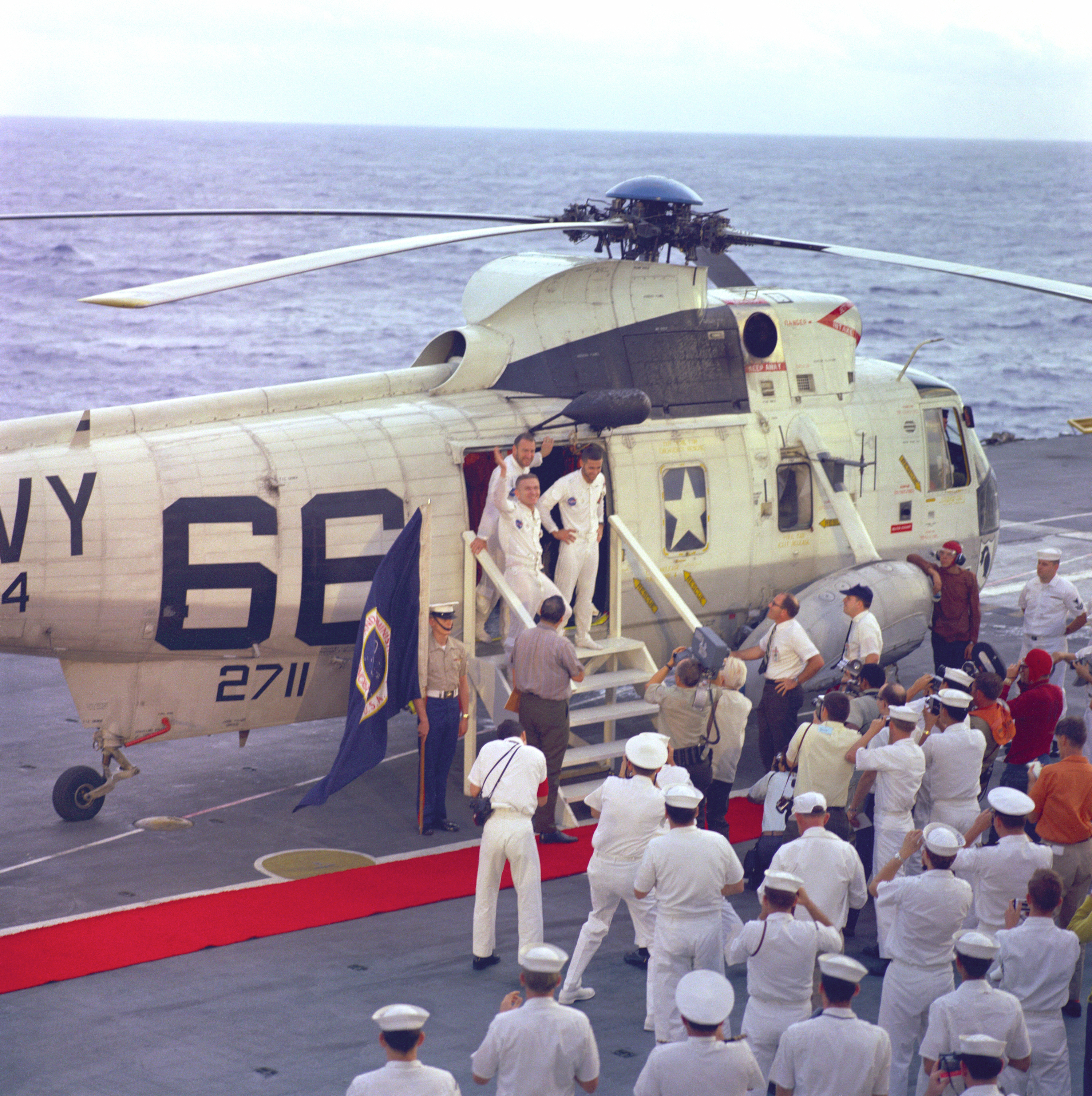
Az Apollo–8 legénységének, Frank Bormannak, Jim Lovellnek és Bill Andersnek a kiemelése után a USS Yorktown fedélzetén
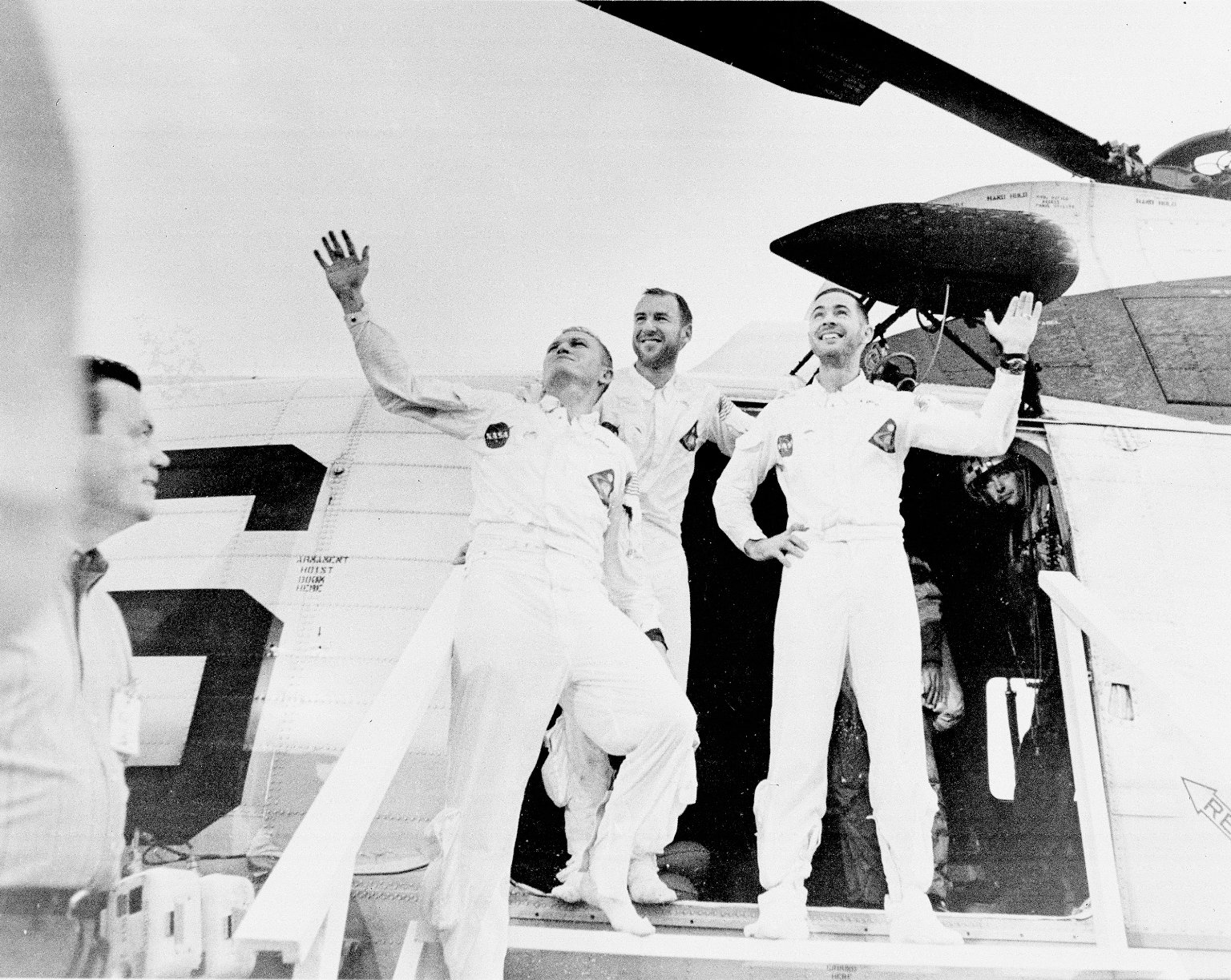
A Holdat elsőként megkerülő Apollo–8 legénysége a vízből kiemelésüket követően a Helikopter 66 lépcsőin
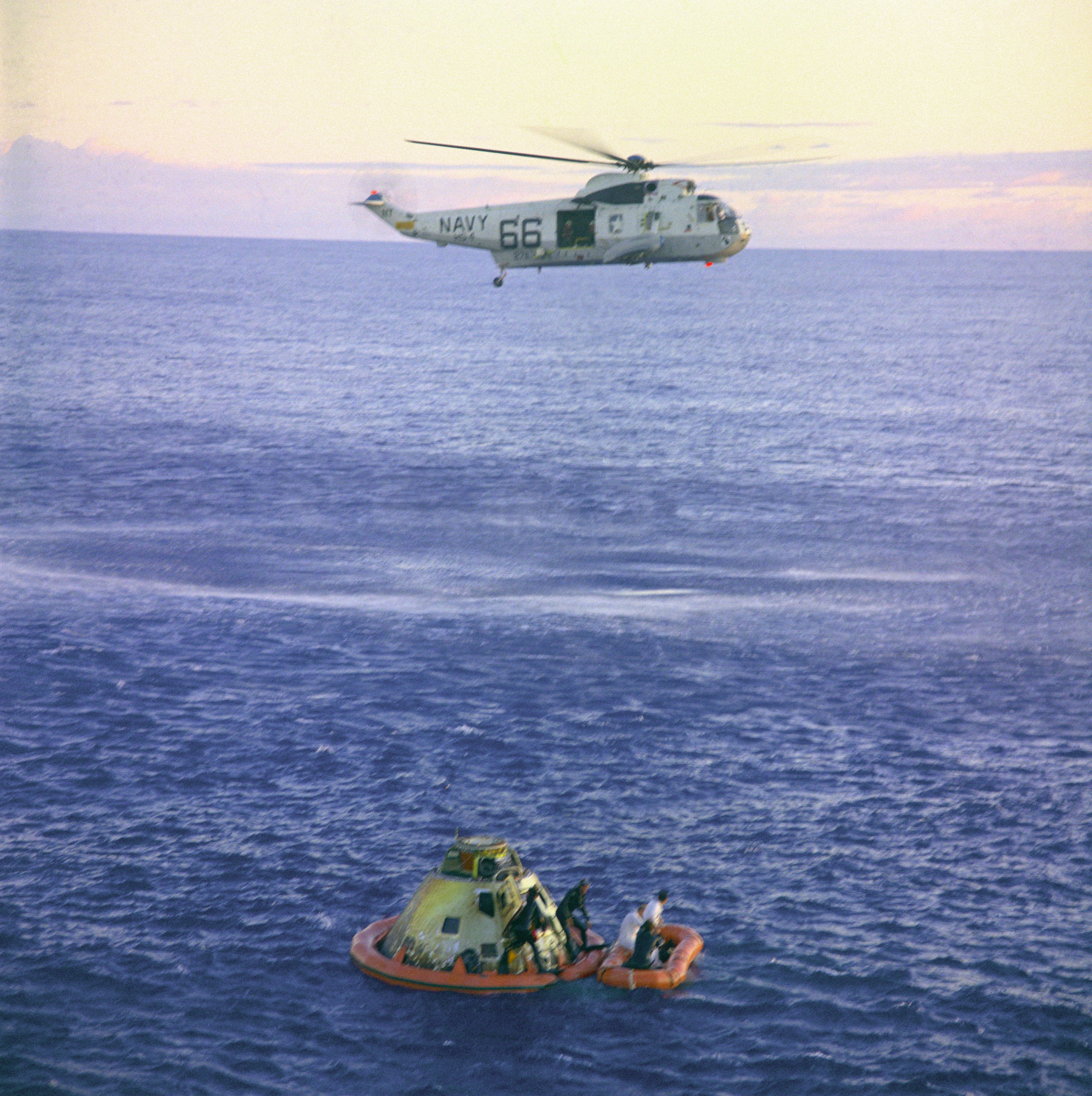
Az Apollo–10 legénységének kiemelése a tengerből
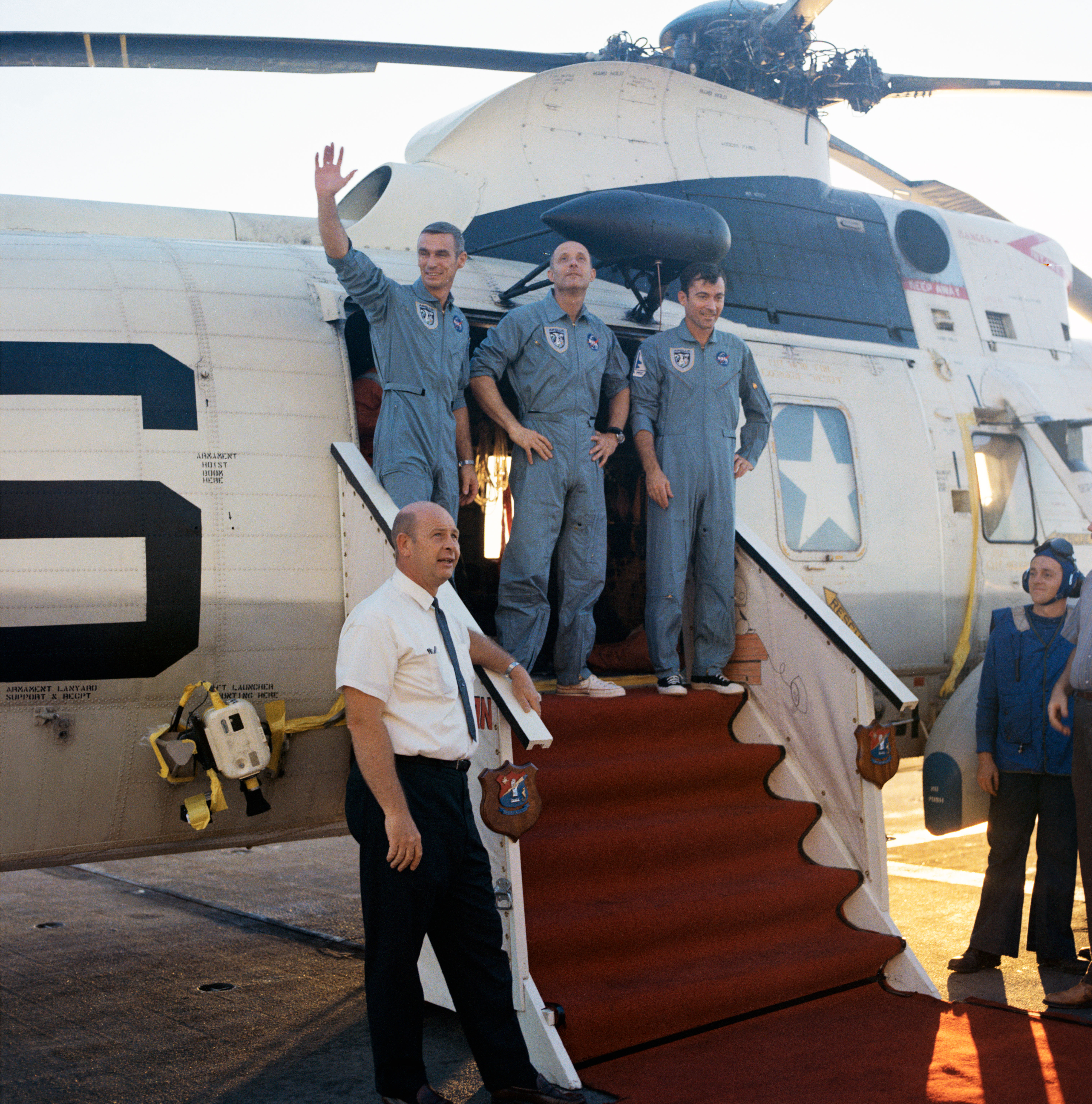
Az Apollo–10 legénysége a hordozó fedélzetén
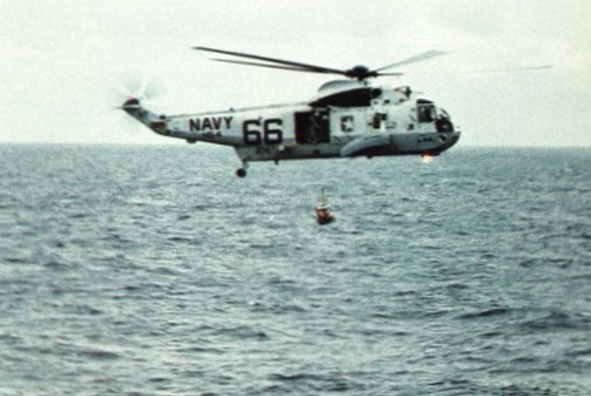
Az Apollo–11 egyik űrhajósa a kiemelőkosárban ül a vízből való kiemelését követően 1969. július 24-én
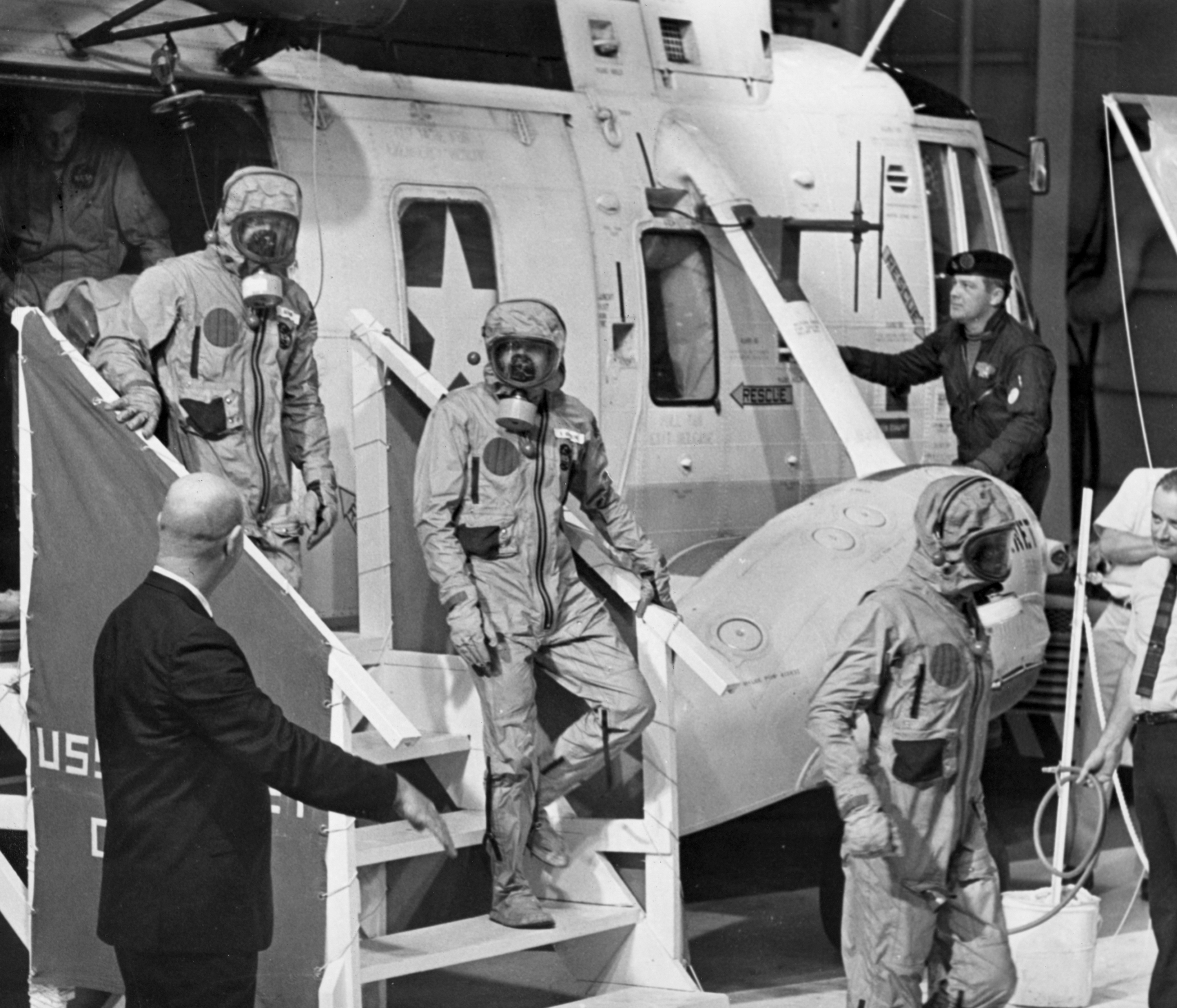
Armstrong, Aldrin és Collins kiszállnak a Helikopter 66-ból, izolációs öltözetet viselve, hogy azonnal átszálljanak egy karantén kocsiba a repülésüket követően
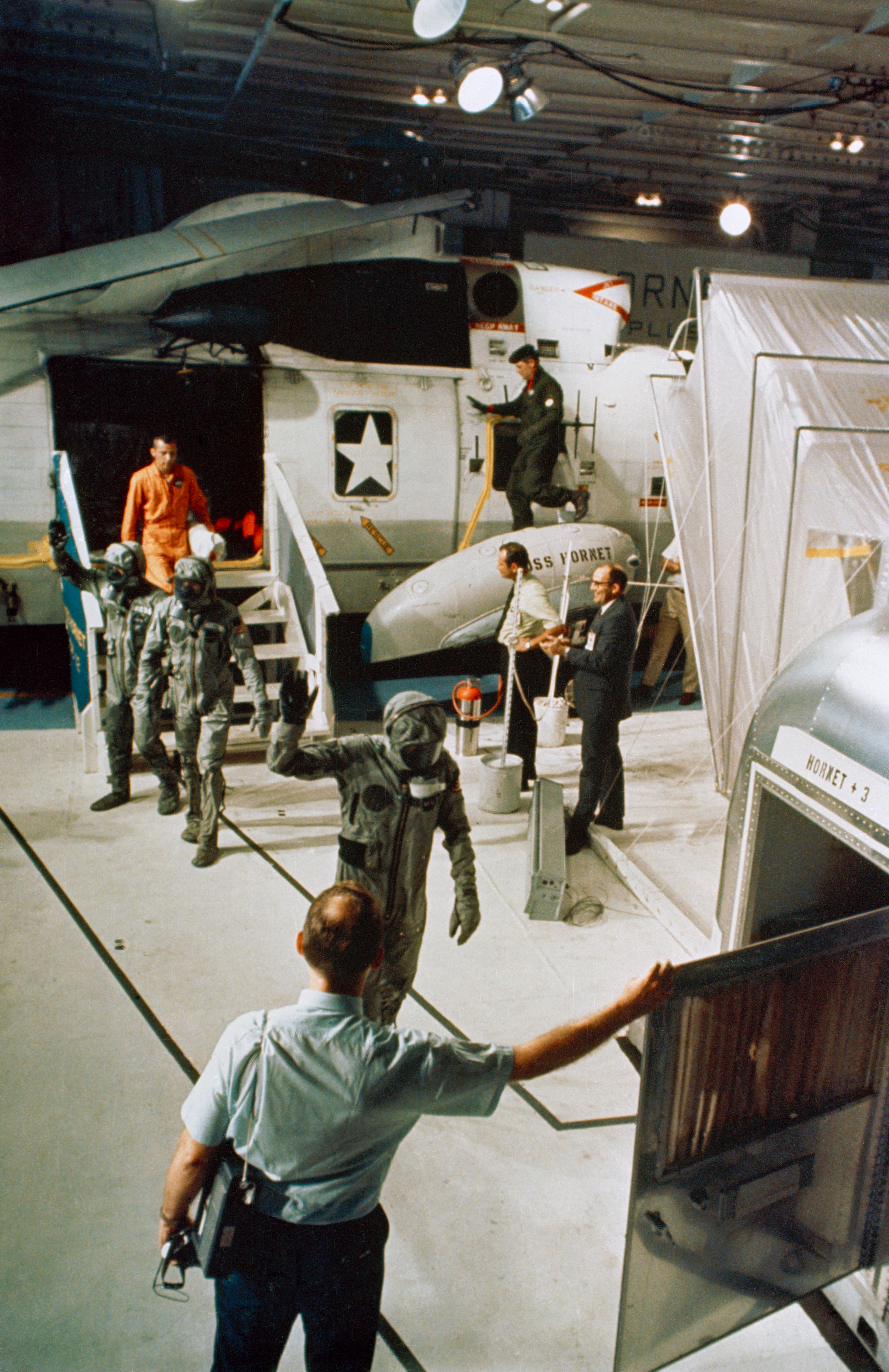
Az Apollo–11 űrhajósai az USS Hornet (CV–12) fedélzetén
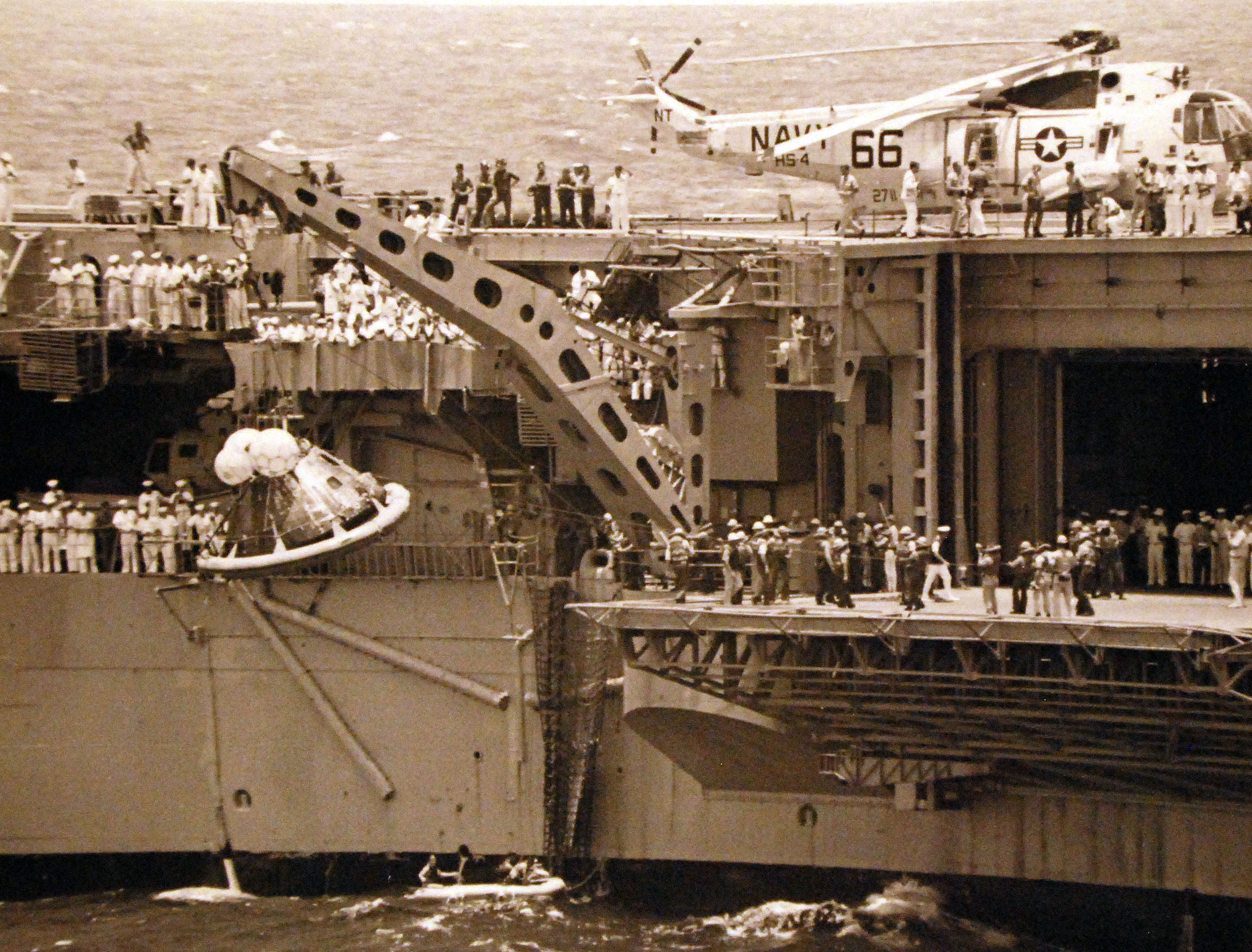
Az Apollo–12 tengerből való kiemelése
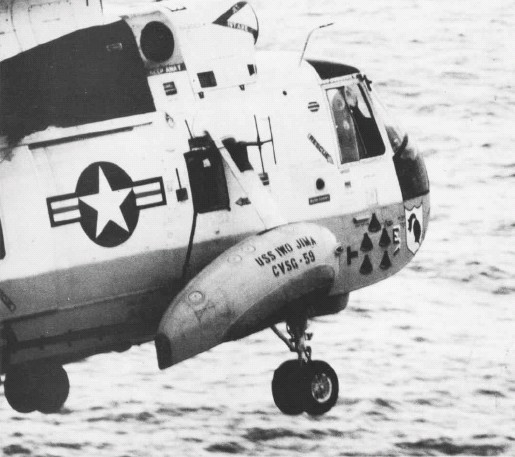
Az Apollo–13 kiemelése közben
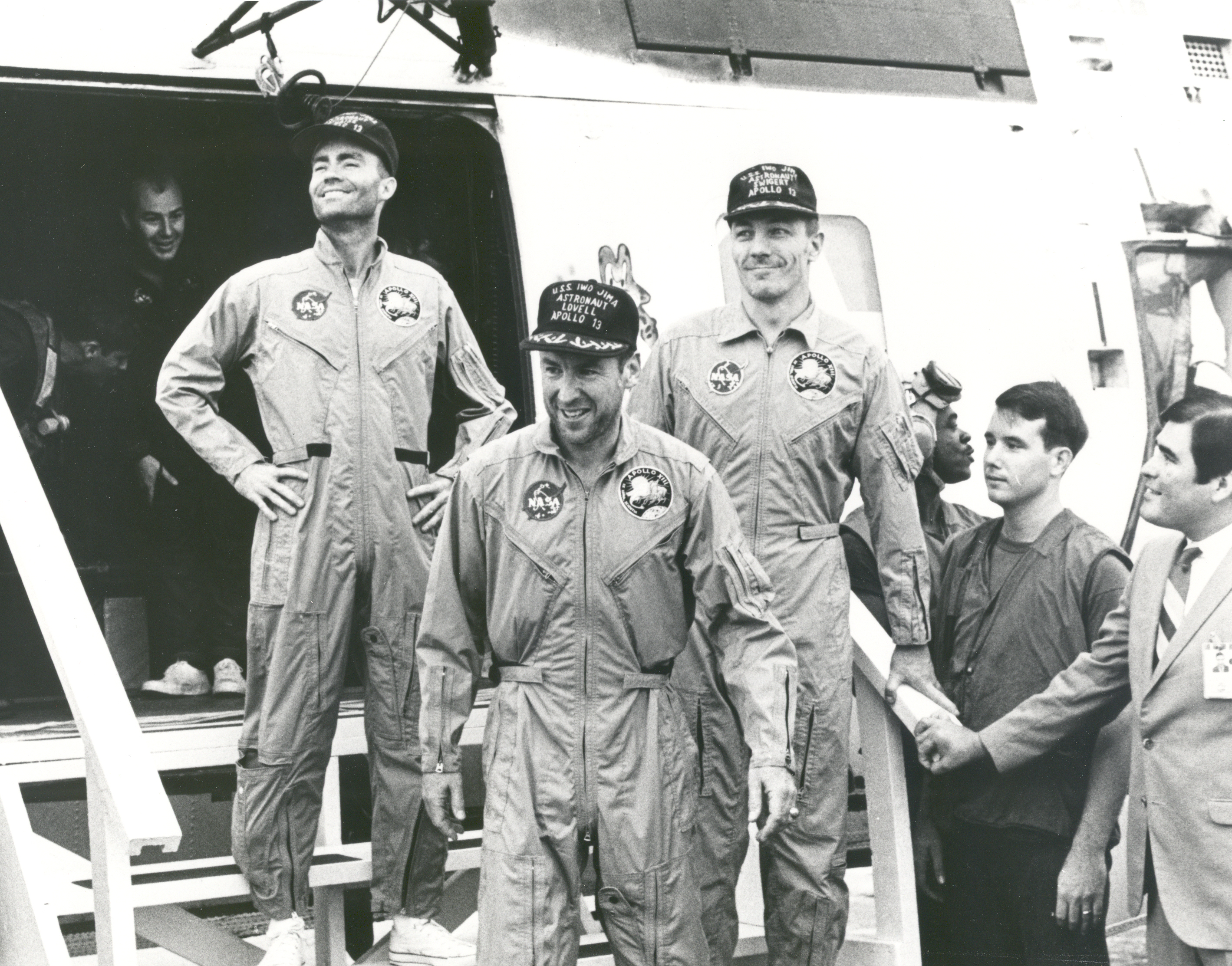
A sikeres kudarc főszereplői, az Apollo–13 űrhajósai – Lovell, Haise és Swigert – szállnak ki az őket kiemelő Helikopter 66-ból az USS Iwo Jima fedélzetén
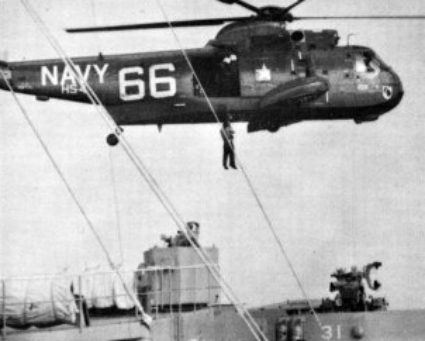
Egy embert emelnek egy gyakorlat során a helikopter fedélzetére
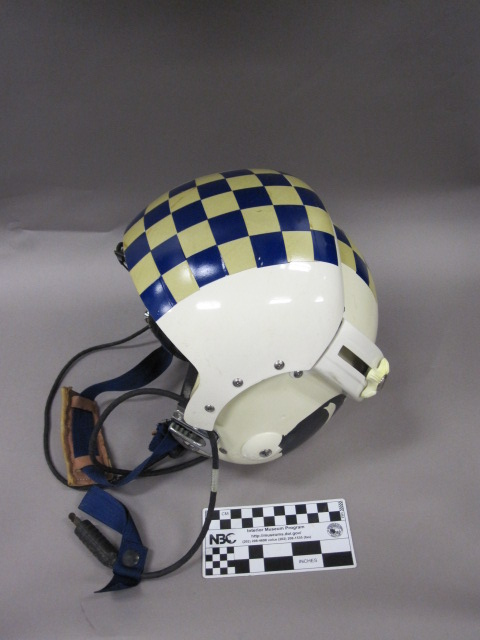
Az Apollo–11 mentésében a helikoptert vezető pilóta, Don Jones sisakja kiállítási tárgyként
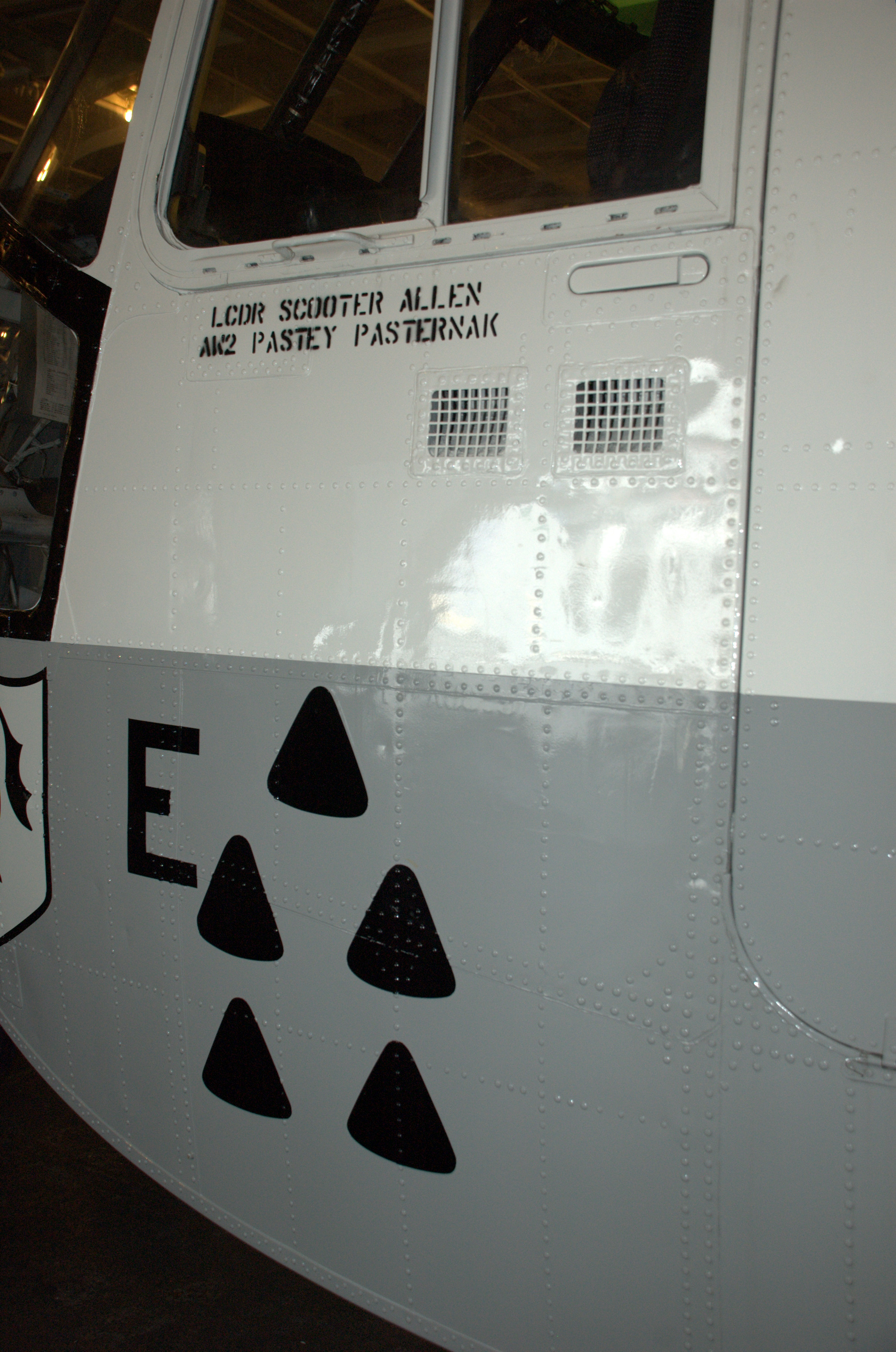
A kiemelt Apollo űrhajók felfestett sziluettjei légi győzelmi trófeaként a helikopter oldalán
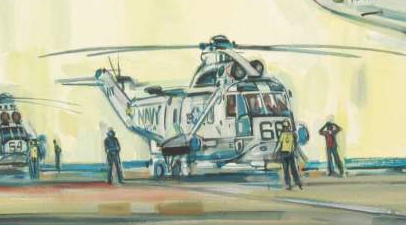
Tom O'Hara művészi látomása a híres Helikopter 66-ról egy 1969-es festményen
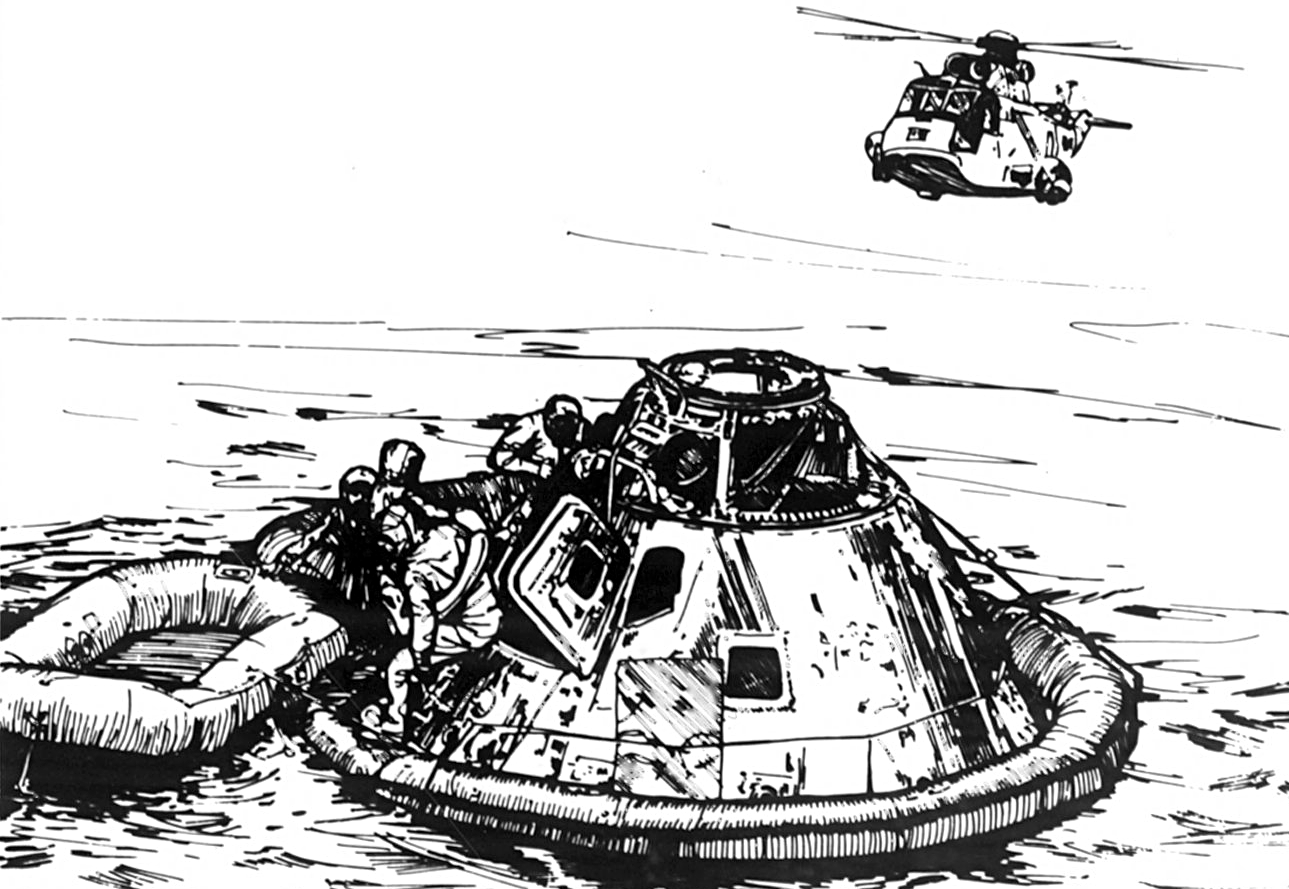
Egy másik grafika az Apollo–11 mentéséről